# Abdelhaq Jermoumi
Abdelhaq Jermoumi is een Nederlands politicus in de gemeente Leiden. Hij studeerde rechten in Leiden en was actief in het amateurvoetbal.
Jermoumi werkte van 1998 tot 2022 in verschillende commerciële functies. Hij was vanaf 2003 betrokken bij de ontwikkeling van een nieuwe moskee voor de Marokkaanse gemeenschap. Tussen 2014 en eind 2022 was hij raadslid voor de PvdA in de Leidse gemeenteraad, waarvan de laatste drie jaar als fractievoorzitter. Bij de gemeenteraadsverkiezingen van 2022 was Jermoumi lijsttrekker voor de PvdA in Leiden. De PvdA behield haar 4 zetels en status als coalitiepartij. Jermoumi werd namens de PvdA wethouder Kansengelijkheid, Jeugd en Onderwijs.